# Alexandriteffekt

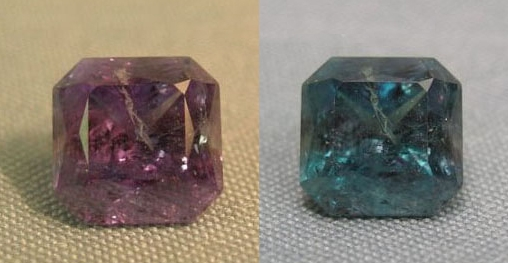
Alexandrit: till vänster karmosinfärgad i kvällsbelysning, till höger salladsgrön i dagsljus.

Alexandriteffekten är en optisk egenskap där ämnen syns ändra färg (egentligen ändra kulörton) beroende på ljuskällans karaktär och vilka våglängder som absorberas av ämnet. Effekten har fått namn efter krysoberyllvarieteten alexandrit men används även för andra mineral som ändrar färg av samma orsak (ljuskällebetingad). Alexandrit syns grön i dagsljus och röd i glödlampsljus (eller i skenet från stearinljus och liknande ljuskällor). Alexandrit från olika fyndorter kan uppvisa skilda gröna och röda nyanser (grön, blågrön, smutsgrön respektive röd, rödviolett, brunröd och så vidare). Effekten kan vara mer eller mindre stark. Färgväxlingen kallas också för changering.
Färgväxling mellan andra kulörtoner, till exempel mellan blåa och röda nyanser i andra mineral benämns också alexandriteffekt. Aleksandriteffekten ska inte förväxlas med pleokroism (riktningsberoende färgväxling) som är ytterligare en egenskap som alexandrit har. Dessutom har dikromatism (koncentrations/skikttjockleksberoende) även kallad usambaraeffekt hittats i syntetiskt framställd alexandrit.
Gemensamt för alexandriteffekten är att ett ämne har minst två spektrala områden med låg absorption (god transmission) och område däremellan med stark absorption. Effekten är ett samspel mellan ljuskällors karaktär, ögats spektrala känslighet och ämnets spektrala absorption i synligt område.

## Om olika ljuskällors karaktär

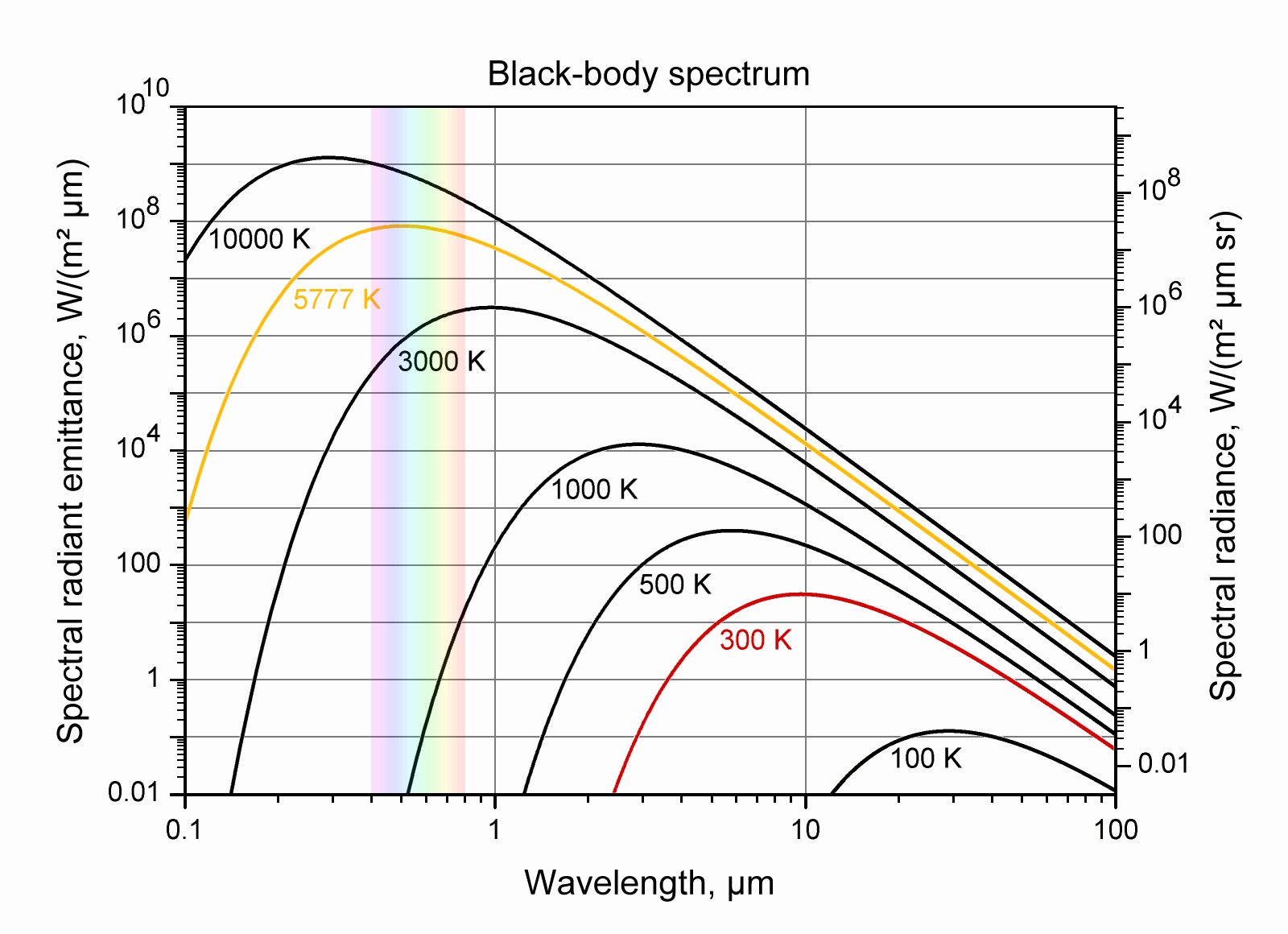
Spektrum av svartkroppsstrålning vid olika temperaturer på en dubbellogaritmisk skala; den gula kurvan visar solens yttemperatur och regnbågen det synliga spektrumet.

Solljuset och skenet från ett stearinljus kan betraktas som strålning från en nästan ideal svartkropp med olika temperatur. Med ökad temperatur ökar strålningen samtidigt som emissionsmaximum förskjuts mot allt kortare våglängder. Vid låg temperatur är andelen rött ljus större än det blå men vid solens yttemperatur har det svängt så att det finns något mer blått än rött ljus. Ljusets karaktär kan anges som en temperatur, oftast i sorten K (kelvin). Spektrumet är kontinuerligt.
För stearinljusets låga gäller 1500 K, för glödlampa ca 2700 K, för halogenlampa 3100-3200 K, för solsken ca 5700 K och för dagsljus 6200 K. Skillnaden mellan solsken och dagsljus är den att solstrålarna sprids något och kraftigare för kortare våglängder. Dagsljuset i förhållande till solskenet är därför något blåare och därför betecknas det med ett högre temperaturtal.

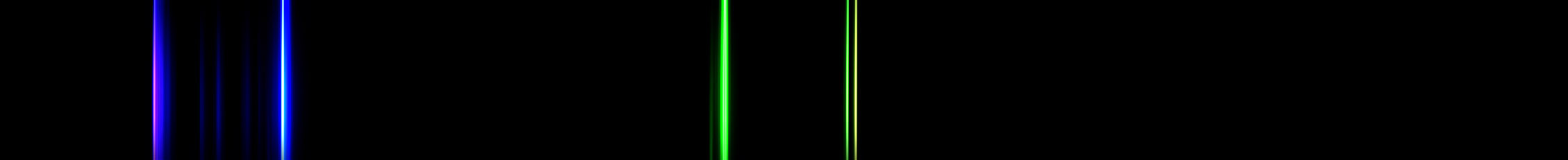
Kvicksilvrets synliga spektrallinjer

Spectrum från ett lysrör. Utöver kvicksilverlinjer finns grönt och blått ljus från lysämnen dopade med Tb^{3+}, Ce^{3+} samt Eu för rött

Lysrör, kompaktlysrör och kvicksilverlampan bygger på elektrisk urladdning i kvicksilverånga. Urladdningen ger ett linjespektrum, en gul dubbellinje vid 579 och 577 nm, grön vid 546 nm, blå vid 436 nm och violett vid 405 nm och dessutom utanför det synliga området några linjer runt 366 nm och en linje vid 254 nm i det ultravioletta området. Linjerna i det synliga området ger ljuset en blågrön nyans. För att få en mer eller mindre vit karaktär på ljuset innehåller lamporna dessutom olika fosforer som exiteras av de ultravioletta strålarna och ger främst ett rött tillskott. Spektrum från denna typ av lampor är inte kontinuerlig.
Lampa med lysdioder
Vitt ljus från lysdioder (LED-lampor) fås genom att kombinera en röd, en grön och en blå lysdiod för additiv färgblandning till vitt ljus, alternativt att en diod som ger ultraviolett ljus kombineras med fosforer som ger ljus i det synliga området. Spektrumet från LED-lampor är inte kontinuerlig.

## Ögats känslighet för olika färger

Normaliserade svarsspektra från mänskliga tappar, S, M, och L typer, för monokromatiska stimuli; R är för stavarna

Det mänskliga ögat är mest känslig för grönt ljus. Ögat är mindre känsligt för våglängder längre än 650 nm (det bortre röda området).

## Färggivande ämnen i mineral med alexandriteffekt
Det finns flera olika fenomen som ger färg åt mineral. Ett är förekomst av övergångsmetall antingen tillhörande ett väsentligt grundämne i den kemiska formeln eller att ett väsentligt grundämne har delvis blivit utbytt (substituerad) mot en övergångsmetall. Övergångsmetallerna absorberar ljus olika för olika våglängder men beror även på hur metallatomens omgivning i kristallgittret är.
I alexandrit är det krom, Cr3+, som ersätter en smärre mängd aluminium i mineralet krysoberyll. Trevärt krom har två transmissionsområden, ett med dal runt 490 nm (blått till blågrönt) och ett andra som börjar vid 600 nm (rött) och sträcker sig in i infrarött. Absorptionsmaximum ligger vid 590 nm (gult område). 

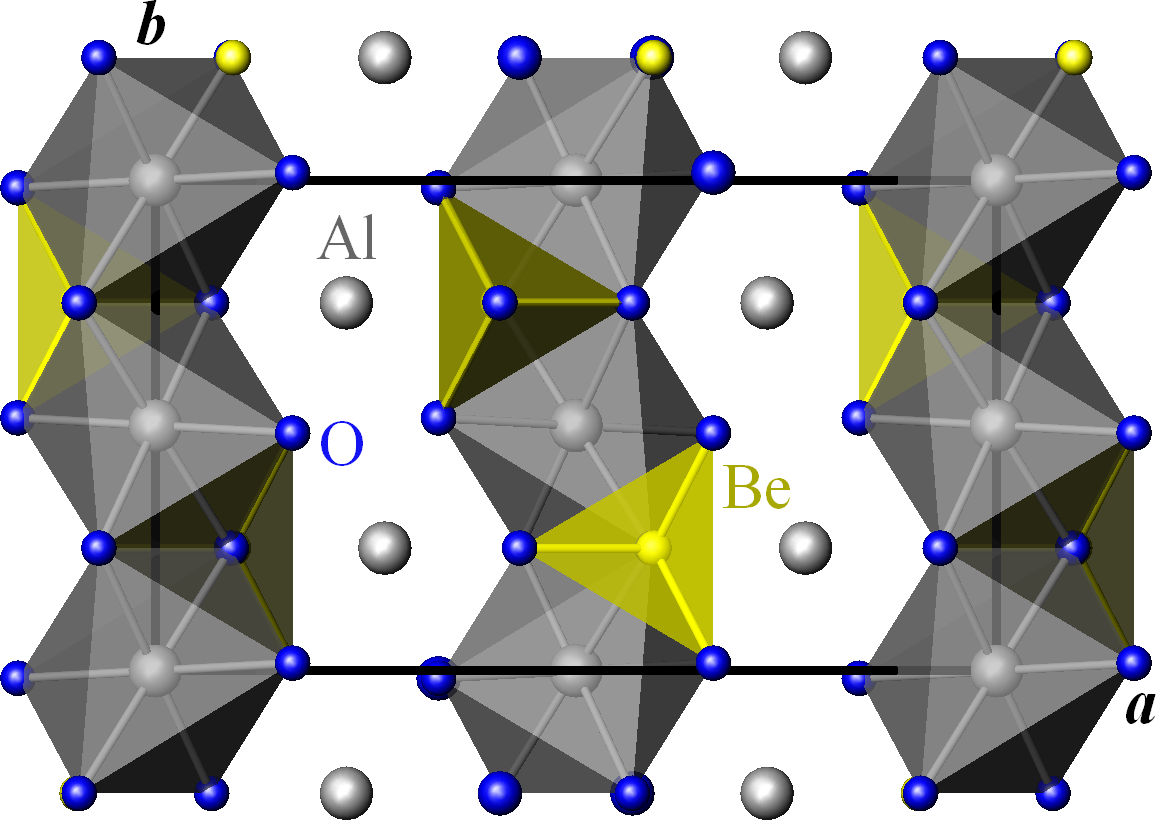
Krysoberyllens kristallstruktur i riktning mot planet (a, b). Grå kulor är aluminium, gula beryllium och blå syre. Beryllium koordinerar syret tetraedriskt (fyrfalt) och aluminium koordinerar syret oktaedriskt (sexfalt). För tydlighet skull visas bara oktaedern runt aluminiumatomer i läge 1 men inte den för aluminium i läge 2. Den svarta parallellepipedern representerar den konventionella cellens utsträckning.

De två aluminiumatomerna i krysoberyllens kemiska formel BeAl2O4 är inte helt likvärdiga. Aluminiumatomerna i läge 1 har ett medelavstånd till syreatomer på 0,1890 nm, i läge 2 är det 0,1938 nm.
Absorptionspektrats styrka och läge ändras något beroende på om det är aluminiumatom i läge 1 eller läge 2 som har bytts ut mot krom. Kromhalten ensamt avgör därför inte hur stark alexandriteffekten är. Även andra ämnen påverkar alexandritens färg. Järn gör att de röda nyanserna drar åt brunt.
Trevärt vanadin V3+ i korund, Al2O3, orsakar en färgväxling likt den för alexandrit.
Även i några andra mineral där alexandriteffekt har observerats står krom och eller vanadin för färgväxlingen. Nyansen kan dock modifieras om mineralet innehåller järn eller mangan.
Alexandriteffekt har observerats i en fluorit från Schweiz. Här är det överlagrade absorptionsband från sällsynta jordartsmetaller såsom yttrium, cerium och samarium (Y3+ , Ce3+ , Sm3+) som framkallar effekten.

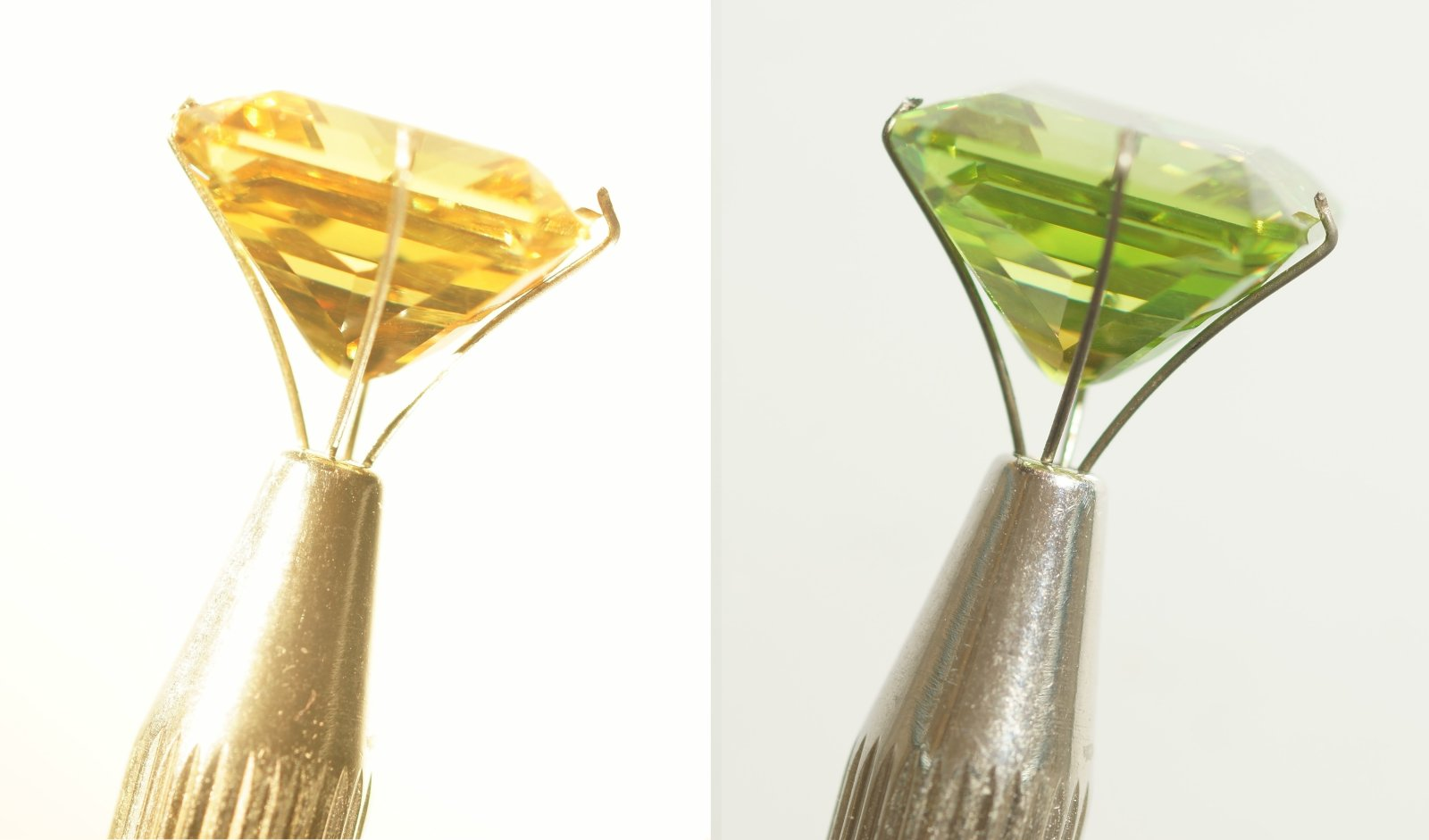
Slipad smyckesten av dopad kubisk zirkonia, till vänster i glödlampsljus och till höger i lysrörsljus

Flera sällsynta jordartsmetaller har smala absorptionsområden. Om någon av dessa sammanfaller med de emissionslinjer som finns i de kvicksilverhaltiga lampornas spektrum kan färgväxlingseffekten bli markant. En gulorange monazitkristall från North Carolina såg röd ut i glödlampsljus men blekgrön i lysrörsljus. Färgväxlingen beror på neodym som har absorptionsband runt 800, 745, 580, 525, 515 nm samt ett absorptionsområde för kortare våglängder än 480 nm. Det är absorptionsbandet runt 580 nm som sammanfaller med kvicksilverspektrumets gula linjer vid 579 och 577 nm.

## Mineralexempel
Alexandriteffekt har observerats i nedanstående mineral i vissa fall:
krysoberyll, pyrop, pyrop-spessartin, korund, spinell, kyanit, fluorit, monazit.

## Kommentar till ultraviolett ljus
Ultraviolett ljus framkallar en smal röd fluorescens i några kromhaltiga mineral. Denna fluorescens ligger nära området 680-690 nm. Denna färgeffekt klassas inte som alexandriteffekt.